# Dote

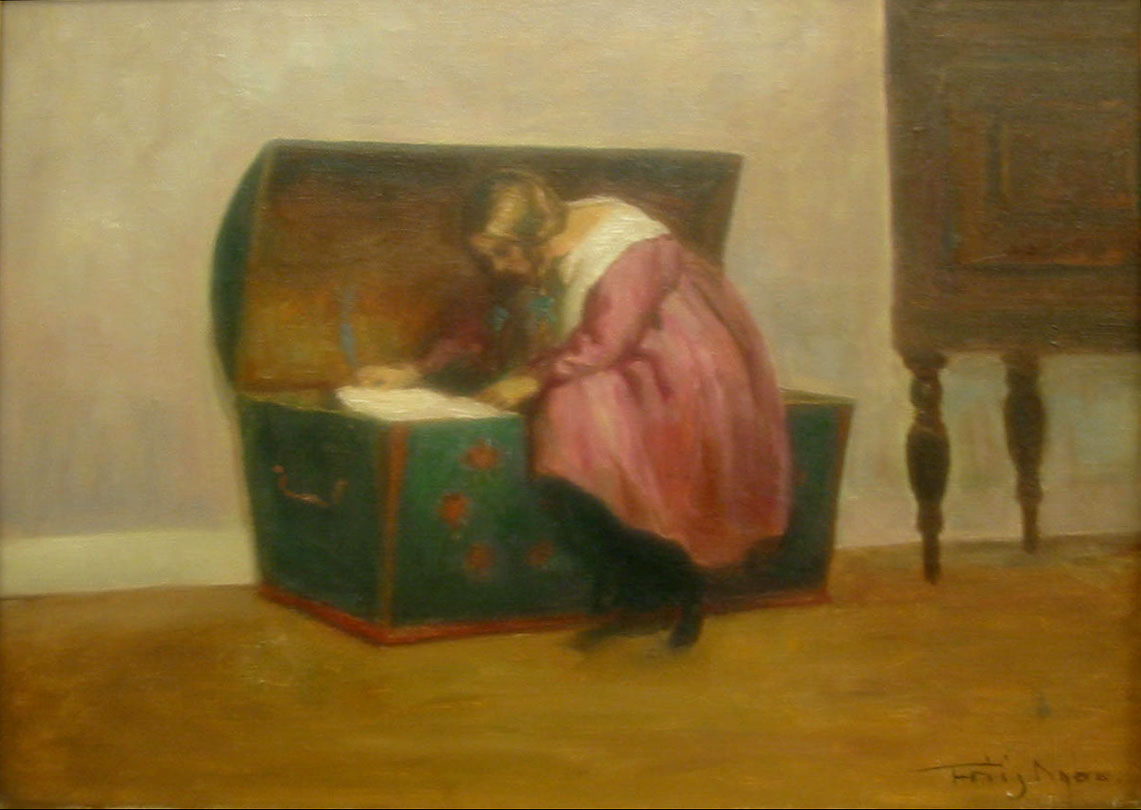
Joven con un Aussteuerschrank alemán, arcón donde guarda su dote (circa 1930).

La dote es el patrimonio que el futuro esposo o su familia entregan a la novia, o viceversa, siendo en muchos casos proporcional al estatus social del beneficiario. Su propósito, según diferentes culturas, bien sería el de contribuir a la manutención de la familia del  beneficiario o contribuir a las cargas matrimoniales. En el medioevo, la dote se otorgaba a la mujer quien la administraba durante la duración del matrimonio y de producirse el repudio, la separación o el divorcio tendría que recibir el triple de dinero por parte de su marido y la familia de este.
En algunas culturas, la dote forma parte de un intercambio de riquezas entre las familias contrayentes acompañada de un cierto pago del novio o su familia a la familia de la novia, o viceversa, denominado excrex. Este pago es relativamente frecuente en algunas culturas africanas, mientras que la dote sería más propia de Asia del Sur y algunas sociedades europeas. En países como India, Pakistán, Bangladés, Nepal, Sri Lanka es la novia la que tiene que pagar una dote a la familia del novio.
A pesar de que en estos países asiáticos se prohibiera expresamente la dote a mediados del siglo XX (en la India fue ilegalizada en 1961), esta práctica sigue siendo bastante común y en ocasiones ha suscitado problemas cuando no se pueden satisfacer las exigencias del marido, lo que acarrea maltrato o incluso uxoricidios u otros tipos de asesinatos.
En algunas regiones de Europa se ha conservado la tradición del ajuar, que antiguamente consistía en el conjunto de enseres, muebles y ropas aportados por la familia de la novia y que hoy también puede hacerse extensible a la familia del novio. 
En otras culturas, como en los pueblos germánicos del Medievo, aparece un fenómeno marital denominado Morgengabe, que consistiría en un pago del novio a la familia de la novia. El mahr es un fenómeno parecido al Morgengabe germánico pero en la cultura islámica que se menciona en el Corán en el versículo 4:4, donde el novio le paga a la novia un cierto monto de dinero, joyas o bienes inmuebles.

## Origen

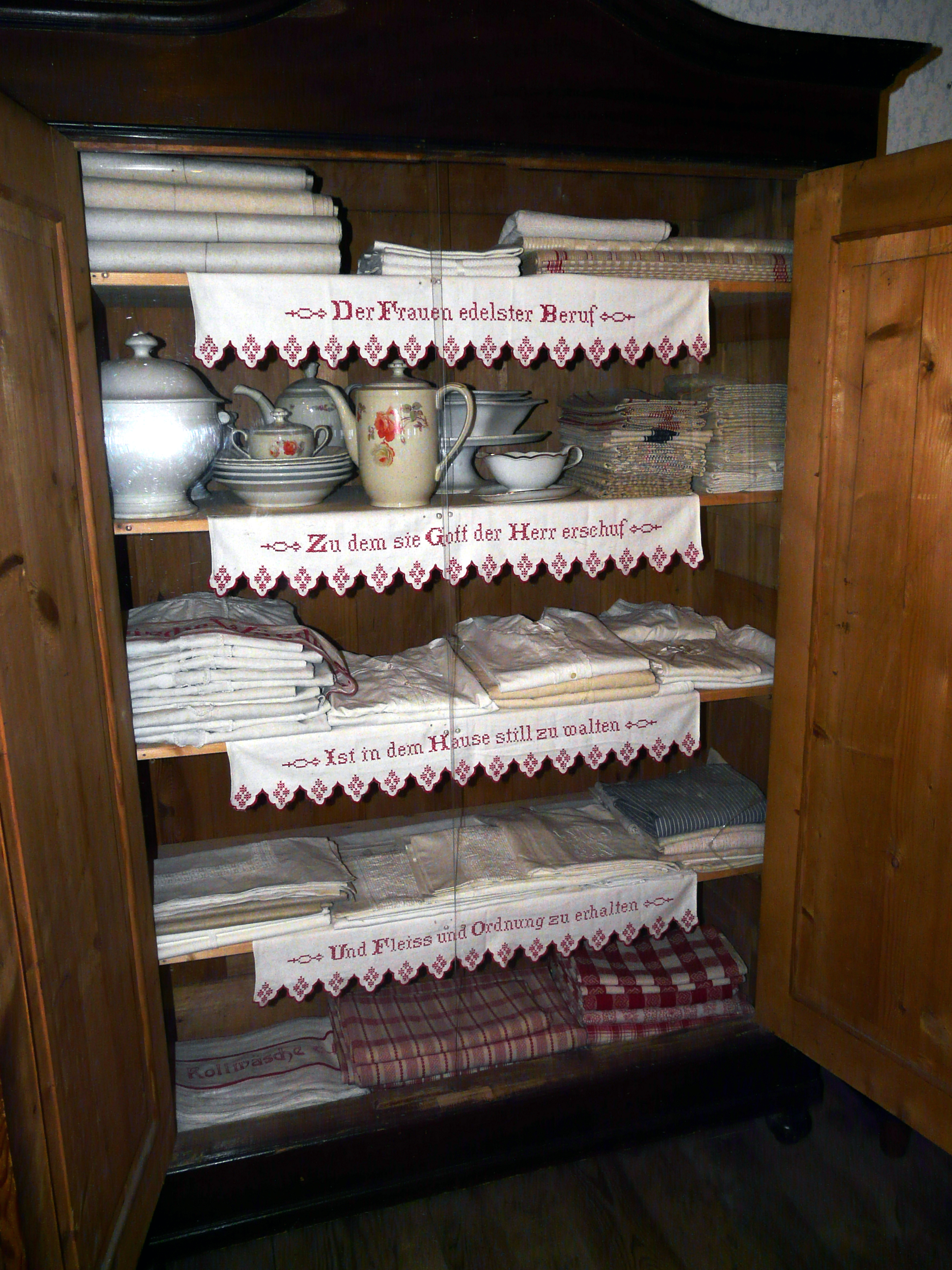
Aussteuerschrank - un armario de dote, actualmente en un museo alemán en Hauenstein.

El estudio comparativo del antropólogo Jack Goody sobre los sistemas de dote en todo el mundo utilizando el Atlas Etnográfico demostró que la dote es una forma de herencia que se encuentra en la amplia franja de sociedades de Eurasia desde Japón hasta Irlanda que practican la "devolución divergente", es decir, que transmiten la propiedad a los hijos de ambos sexos. Esta práctica difiere de la mayoría de las sociedades del África subsahariana que practican la "herencia homogénea", en la que la propiedad se transmite sólo a los hijos del mismo sexo que el propietario. Estas últimas sociedades africanas se caracterizan por la transmisión del "precio de la novia", el dinero, los bienes o la propiedad entregados por el novio o su familia a los padres de la novia (no a la propia novia).
Goody ha demostrado la existencia de una correlación histórica entre las prácticas de "devolución divergente" (dote) y el desarrollo de la agricultura intensiva de arado por un lado, y la herencia homogénea (precio de la novia) y la agricultura extensiva de hoe por otro. Basándose en el trabajo de Ester Boserup, Goody señala que la división sexual del trabajo varía en la agricultura intensiva de arado y en la horticultura extensiva itinerante. En las regiones poco pobladas donde se practica la horticultura itinerante, la mayor parte del trabajo lo realizan las mujeres. Estas son las sociedades que utilizan el concepto de precio de la novia. Boserup asocia además la horticultura itinerante con la práctica de la poligamia, y de ahí que se pague el precio de la novia como compensación a su familia por la pérdida de su trabajo. En la agricultura de labranza, el trabajo es mayoritariamente masculino; aquí es donde se da la dote. En cambio, la agricultura de arado se asocia con la propiedad privada y el matrimonio tiende a ser monógamo, para mantener la propiedad dentro del núcleo familiar. La familia cercana es la pareja matrimonial preferida para mantener la propiedad dentro del grupo.
Existe un debate académico sobre la teoría de Goody. Sylvia Yanagisko argumenta, por ejemplo, que hay una serie de sociedades, incluyendo partes de Japón, el sur de Italia y China, que no apoyan la afirmación de Goody de que la dote es una forma de herencia femenina de la propiedad masculina. Señala que el de Goody es un modelo evolutivo en el que estas variables históricas pueden no ser los factores decisivos en la actualidad. Susan Mann argumenta, en cambio, con ejemplos en los que incluso en la China imperial tardía, la dote era una forma de herencia femenina.
Stanley J. Tambiah (coautor con Goody en el anterior "Bridewealth and Dowry") argumentó posteriormente que la tesis general de Goody seguía siendo pertinente en el Norte de la India, aunque requería una modificación para adaptarse a las circunstancias locales. Señala que la dote en el norte de la India sólo se utiliza parcialmente como fondo conyugal de la novia, y que una gran parte va directamente a la familia conjunta del novio. En principio, esto parece descartar el modelo de Goody, salvo que en el norte de la India la familia conjunta está compuesta por los padres del novio, sus hermanos casados y sus hermanas solteras, y sus hijos de tercera generación. Esta familia conjunta controlaba esta parte de la dote, que utilizaba para ayudar a financiar las dotes de sus propias hijas y hermanas. Pero cuando los padres morían y la familia conjunta se dividía, este patrimonio conjunto se repartía entre los hijos casados, de modo que, en última instancia, la dote de la novia entregada a la familia conjunta volvía a ella y a su marido como "fondo conyugal"."
Schlegel y Eloul ampliaron el modelo de Goody mediante un nuevo análisis estadístico del atlas etnográfico. Sostienen que un factor importante para determinar el tipo de transacción matrimonial es el tipo de propiedad que controla el hogar. La dote hace circular la propiedad y a las mujeres, y es típica de las sociedades en las que la propiedad es limitada. La dote concentra la propiedad y se encuentra en las clases propietarias o en los pueblos comerciales o de pastores con tierras. Cuando las familias dan la dote, no sólo garantizan la seguridad económica de su hija, sino que también "compran" el mejor marido posible para ella y el mejor yerno para ellos.

## Prácticas históricas

### Babilonia
Incluso en los registros más antiguos disponibles, como el Código de Hammurabi en la antigua Babilonia, la dote se describe como una costumbre ya existente. Normalmente, las hijas no heredaban nada del patrimonio de su padre. En su lugar, con el matrimonio, la novia obtenía una dote de sus padres, que pretendía ofrecerle tanta seguridad de por vida como su familia pudiera permitirse.

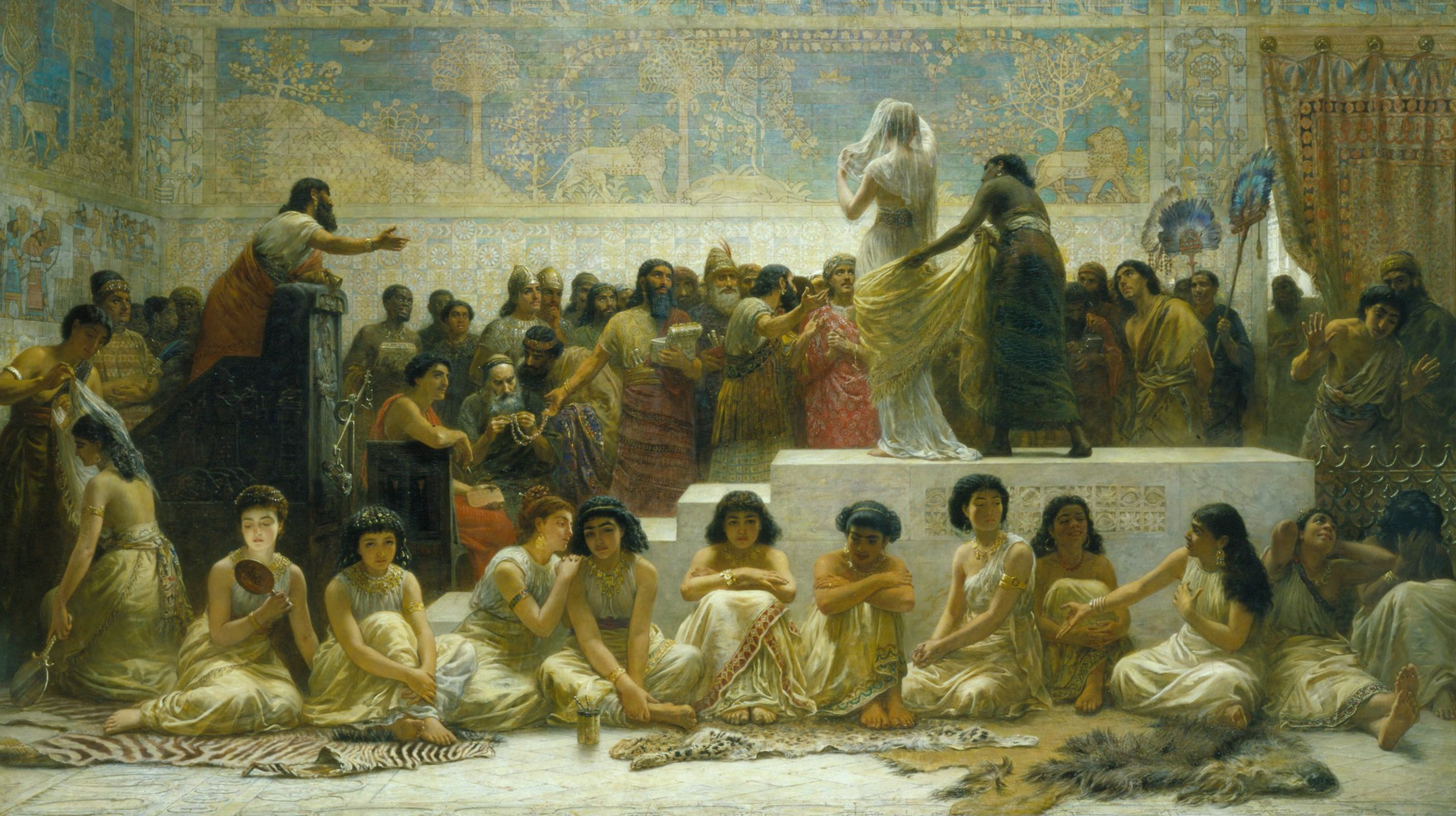
El mercado de novias de Babilonia, Edwin Long, 1875.

En Babilonia se practicaba tanto el precio de la novia como la subasta de la dote. Sin embargo, el precio de la novia casi siempre formaba parte de la dote. Según Heródoto, las subastas de doncellas se celebraban anualmente. Las subastas comenzaban con la mujer que el subastador consideraba más bella y progresaban hasta la menos. Se consideraba ilegal permitir la venta de una hija fuera del método de subasta. Las doncellas atractivas se ofrecían en una subasta para determinar el precio de la novia que debía pagar un zagal, mientras que en el caso de las doncellas carentes de atractivo era necesaria una subasta inversa para determinar la dote que debía pagar un zagal. En caso de divorcio sin motivo, el hombre debía entregar a su mujer la dote que traía, así como el precio de la novia que el marido le había dado. La devolución de la dote podía ser discutida, si el divorcio era por un motivo permitido por la ley babilónica.
La dote de la esposa era administrada por su marido como parte del patrimonio familiar. Sin embargo, él no tenía nada que decir sobre su disposición final; y legalmente, la dote debía mantenerse separada, ya que se esperaba que sirviera para mantener a la esposa y a sus hijos. La esposa tenía derecho a su dote a la muerte del marido. Si moría sin hijos, la dote pasaba a su familia, es decir, a su padre si estaba vivo, y si no, a sus hermanos. Si tenía hijos varones, éstos la compartían a partes iguales. Su dote sólo podía ser heredada por sus propios hijos, no por los hijos de su marido con otras mujeres.

### La Grecia antigua
En la Grecia arcaica, la práctica habitual era dar un precio de la novia (hédnon (ἕδνον)). Las dotes (pherné (φερνή)) se intercambiaban a finales del periodo clásico (siglo V a. C.). El marido tenía ciertos derechos de propiedad sobre la dote de su esposa. Además, la esposa podía aportar al matrimonio una propiedad propia, que no estaba incluida en la dote y que, por tanto, era sólo suya. Esta propiedad estaba "más allá de la dote" (en griego parapherna, raíz de parafernalia) y se denomina propiedad parafernal o propiedad extradotal.
Una dote también puede haber servido como una forma de protección para la esposa contra la posibilidad de malos tratos por parte de su marido y su familia, proporcionando un incentivo para que el marido no dañe a su esposa. Esto se aplicaba en culturas en las que se esperaba que la dote fuera devuelta a la familia de la novia si ésta moría poco después de casarse.
En la Grecia contemporánea, la dote fue eliminada del derecho de familia mediante reformas legales en 1983. Demos, Vasilikie. (2007) "The Intersection of Gender, Class and Nationality and the Agency of Kytherian Greek Women". Ponencia presentada en la reunión anual de la American Sociological Association. 11 de agosto.</ref>

### Imperio Romano
Los romanos practicaban la dote (dos). La dote era una propiedad transferida por la novia, o en su nombre por cualquier otra persona, al novio o al padre del novio, en su matrimonio. La dote era una institución muy común en la época romana, y comenzó por el deseo de que la familia de la novia contribuyera con una parte de los gastos que implicaba la creación de un nuevo hogar. La dote se entregaba con el fin de que el marido pudiera sostener las cargas del estado matrimonial (onera matrimonii). Todos los bienes de la esposa que no fueran dote, o no fueran una donatio propter nuptias, seguían siendo de su propiedad, y se llamaban Parapherna. La dote podía incluir cualquier forma de propiedad, dada o prometida en el momento del matrimonio, pero sólo lo que quedaba después de deducir las deudas. No sólo la familia de la novia, cualquier persona podía donar sus bienes como dote para la mujer. 
Se conocían dos tipos de dote: dos profectitia y dos adventitia. Ese dos es profectitia que fue dado por el padre o el padre de la novia. El resto de dos es adventitia. El derecho romano también permitía una especie de dote, llamada dos receptitia, que era entregada por alguna otra persona que no fuera el padre o el padre de la novia, en consideración al matrimonio, pero con la condición de que fuera devuelta al dador de la dote, a la muerte de la esposa. La familia de la novia debía dar una dote cuando una chica se casaba, y en proporción a sus medios. Era costumbre que la familia y los amigos de la novia pagaran las dotes prometidas en cuotas a lo largo de tres años, y algunos romanos se ganaban grandes elogios entregando la dote en una sola suma..

### Subcontinente indio
La práctica de la dote en el subcontinente indio es un tema controvertido. Algunos estudiosos creen que la dote se practicaba en la antigüedad, pero otros no. Los informes de testigos históricos (que se comentan más adelante) sugieren que la dote en la India antigua era insignificante, y que las hijas tenían derechos de herencia, que por costumbre se ejercían en el momento de su matrimonio. Las pruebas documentales sugieren que a principios del siglo XX, el dotación, más que la dote era la costumbre común, lo que a menudo hacía que los chicos pobres se quedaran sin casar.
Stanley J. Tambiah afirma que el antiguo Código de Manu sancionaba la dote y la riqueza nupcial en la antigua India (típicamente en Rohtak) y especialmente en las familias Kadia, pero la dote era la forma más prestigiosa y estaba asociada a la casta brahmánica (sacerdotal). La dote estaba restringida a las castas inferiores, que no podían darla. Cita dos estudios de principios del siglo XX con datos que sugieren que este patrón de dote en las castas superiores y de patrimonio nupcial en las castas inferiores persistió durante la primera mitad del siglo XX. Sin embargo es más probable que los matrimonios implicaran regalos recíprocos entre las dos familias, afirma Tambiah, de modo que en la medida en que la familia del novio daba la riqueza de la novia, ésta solía devolvérsela como dote a la novia como parte de su patrimonio conyugal.
Michael Witzel, por el contrario, afirma que la antigua literatura india sugiere que las prácticas de dote no eran significativas durante el período védico. Witzel también señala que las mujeres de la India antigua tenían derechos de herencia de propiedades, ya sea por designación o cuando no tenían hermanos.
Las conclusiones de MacDonell y Keith son similares a las de Witzel, y difieren de las de Tambiah; citan la literatura india antigua que sugiere que la dote se pagaba incluso en los matrimonios de tipo brahmánico y daiva, asociados a la casta superior brahmánica (sacerdotal). La dote no era infrecuente, cuando la chica sufría algún defecto corporal. Los derechos de propiedad de las mujeres aumentaron en la India antigua, sugieren MacDonell y Keith, durante la época épica (200 a. C.-700 d. C.). Kane afirma que la literatura antigua sugiere que la riqueza nupcial sólo se pagaba en los matrimonios de tipo asura, que eran considerados reprobables y prohibidos por Manu y otros antiguos escribas indios. Lochtefeld sugiere que los deberes religiosos enumerados por Manu y otros, como "que la novia se adorne ricamente para celebrar el matrimonio", eran el vestido ceremonial y las joyas junto con los regalos que eran de su propiedad, no una propiedad exigida por el novio o destinada a él; Lochtefeld señala además que el adorno nupcial no se considera actualmente como dote en la mente de la mayoría de la gente..
El análisis anterior realizado por varios estudiosos se basa en la interpretación de versos de antiguas escrituras sánscritas de la India, no en relatos de testigos presenciales. Las observaciones disponibles de testigos oculares de la antigua India dan una imagen diferente. Uno de ellos son los registros de testigos oculares de la conquista de Alejandro Magno (ca. 300 a. C.), tal y como recogen Arriano y Megástenes. El primer libro de Arriano menciona la falta de dote,
Ellos (este antiguo pueblo indio) hacen sus matrimonios de acuerdo con este principio, ya que en la selección de una novia no les importa si tiene una dote y una buena fortuna, sino que sólo miran su belleza y otras ventajas de la persona exterior. Arriano, La invasión de la India por Alejandro Magno, siglo III a. C.
El segundo libro de Arriano señala de manera similar,
Ellos (los indios) se casan sin dar ni tomar dotes, pero las mujeres tan pronto como son casables son presentadas por sus padres en público, para ser seleccionadas por el vencedor en la lucha o el boxeo o la carrera o alguien que sobresale en cualquier otro ejercicio varonil. Arriano, Indika en Megasthenes y Arriano, siglo III a. C.
Las dos fuentes sugieren que la dote estaba ausente, o era lo suficientemente infrecuente como para ser notada por Arrian. Unos 1200 años después de la visita de Arrian, otro erudito testigo ocular visitó la India llamado Abū Rayḥān al-Bīrūnī, también conocido como Al-Biruni, o Alberonius en latín. Al-Biruni fue un erudito persa de la época islámica que fue a vivir a la India durante 16 años a partir de 1017. Tradujo muchos textos indios al árabe y escribió unas memorias sobre la cultura y la vida indias que observó. Al-Biruni afirmó,
Se adelantan los utensilios de los regocijos nupciales. No se establece ningún regalo (dower o dote) entre ellos. El hombre sólo da un regalo a la esposa, según lo considere oportuno, y un regalo matrimonial por adelantado, que no tiene derecho a reclamar, pero la esposa (propuesta) puede devolvérselo por su propia voluntad (si no quiere casarse). Al-Biruni, Capítulo sobre el matrimonio en la India, alrededor de 1035 d. C.
Al-Biruni afirma además que una hija, en la India del siglo XI, tenía derecho legal a heredar de su padre, pero sólo una cuarta parte de su hermano. La hija se llevaba esta cantidad de la herencia cuando se casaba, afirmaba Al-Biruni, y no tenía derecho a los ingresos de sus padres después de su matrimonio ni a ninguna herencia adicional tras la muerte de su padre. Si su padre moría antes de su matrimonio, su tutor pagaba primero la deuda de su padre, luego destinaba una cuarta parte de la riqueza restante a su manutención hasta que estuviera lista para casarse, y luego le daba el resto para que lo llevara consigo en su vida de casada.

### China

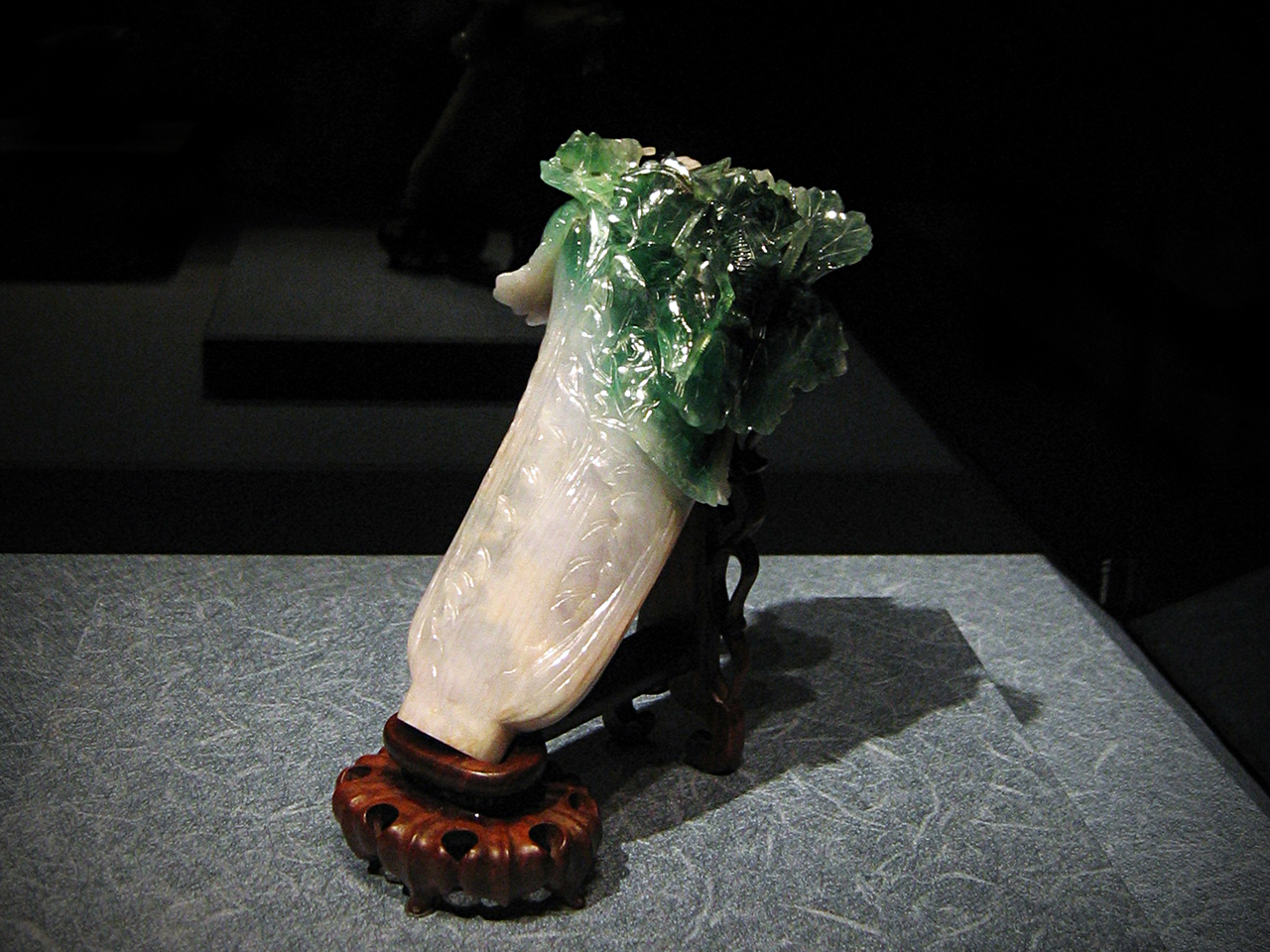
Col de jadeíta - Jin la recibió como parte de su dote por su boda con Guangxu, en 1889; originalmente expuesta en la Ciudad Prohibida (Pekín), ahora se encuentra en el Museo del Palacio Nacional (Ciudad de Taipei).

La dote fue común en diferentes períodos históricos de China y continuó a través de la historia moderna. Llamada localmente "嫁妝 (pinyin, Jiàzhuāng), la dote abarcaba desde tierras, joyas, dinero hasta una colección de ropa, equipos de costura y colección de artículos domésticos. Mann y otros encuentran que la dote era una forma de herencia para las hijas. En la China tradicional, los bienes que poseía una familia, si los había, se destinaban a la división equitativa o a la herencia sólo para los hijos. La dote era la única forma de transferir bienes a una hija. Incluía bienes inmuebles, como la tierra, y bienes muebles, como joyas y ropa fina. La dote que traía consigo solía estar separada de los bienes del marido y de otros miembros masculinos de la familia. A menudo vendía esta propiedad para obtener dinero en efectivo para superar los tiempos económicos difíciles o las necesidades de sus hijos y su marido. En algunos casos, puede transferir los bienes que traía como dote a su hija o nuera. Los bienes de la dote, una vez transferidos, constituían a su vez un patrimonio independiente de la mujer que los recibía (sifang qian, etc.). A menudo, una mujer que aportaba una gran dote era considerada más virtuosa en la cultura china que otra que no lo hacía. En algunas partes de China, tanto la dote como el precio de la novia (pinjin) se practicaban desde la antigüedad hasta el siglo XX. Aunque a lo largo de la historia de China, la práctica de utilizar un precio de novia se ha utilizado en gran medida en lugar de las dotes, pero ha disminuido lentamente en los tiempos modernos.

### Europa
La dote se practicó ampliamente en Europa hasta principios de la era moderna. Los folcloristas suelen interpretar el cuento popular Cenicienta como la competencia entre la madrastra y la hijastra por los recursos, que puede incluir la necesidad de proporcionar una dote. La ópera de Gioachino Rossini La Cenerentola hace explícita esta base económica: Don Magnifico desea que la dote de sus propias hijas sea mayor, para atraer a un partido más grande, lo que es imposible si debe aportar una tercera dote.
Una pena común para el secuestro y la violación de una mujer soltera era que el secuestrador o violador tenía que proporcionar la dote de la mujer. Hasta finales del siglo XX esto se llamaba a veces dinero de la corona, o el incumplimiento de la promesa.

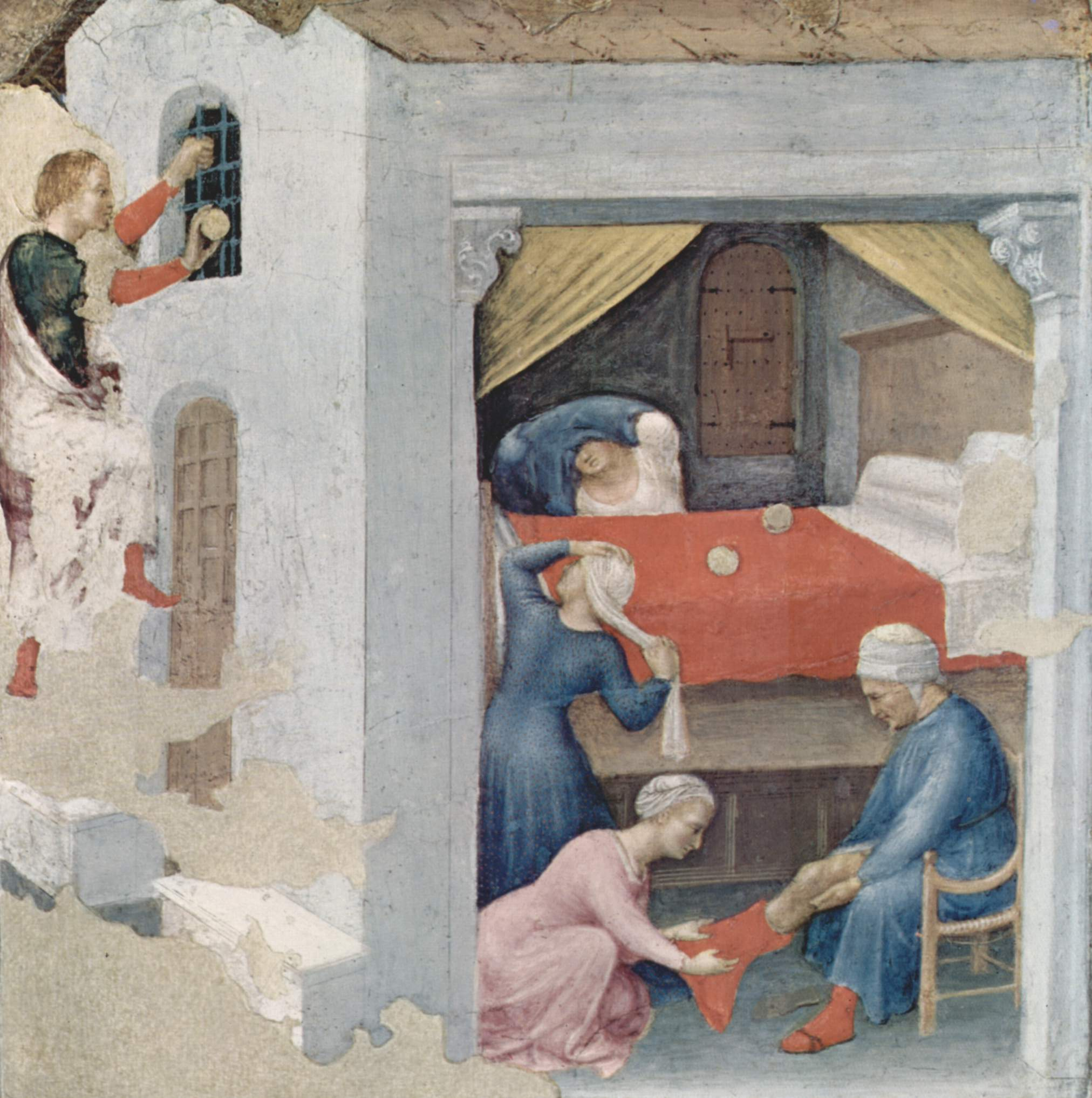
La dote de las tres doncellas (Gentile da Fabriano, c. 1425, Pinacoteca Vaticana, Roma), leyenda de San Nicolás.

Proporcionar dotes a las mujeres pobres era considerado como una forma de caridad por los feligreses más ricos. La costumbre de los calcetines de Navidad tiene su origen en una leyenda de San Nicolás, en la que echó oro en los calcetines de tres hermanas pobres, con lo que les proporcionó la dote. Santa Isabel de Portugal y San Martín de Porres se distinguieron especialmente por proporcionar tales dotes, y la Archicofradía de la Anunciación, una organización benéfica romana dedicada a proporcionar dotes, recibió todo el patrimonio del Papa Urbano VII. En 1425, la República de Florencia creó un fondo público, llamado Monte delle doti, para proporcionar dotes a las novias florentinas.
Durante la Edad Media, las novias de la aristocracia y la realeza recibían grandes herencias como dote. La Corona portuguesa dio dos ciudades en la India y Marruecos como dote a la Corona británica en 1661 cuando el rey Carlos II de Inglaterra se casó con Catalina de Braganza, una princesa de Portugal.
En algunos casos, las monjas debían llevar una dote al ingresar en un convento. En algunas épocas, como Antiguo Régimen Francia, los conventos también fueron utilizados por algunos padres para colocar a las hijas menos atractivas, de modo que las más casaderas pudieran tener dotes más grandes. Las familias del Antiguo Régimen que no podían proporcionar dotes adecuadas también utilizaban los conventos como lugares para colocar a sus hijas.
En el Condado de Bentheim, por ejemplo, los padres que no tenían hijos varones podían dar una dote de tierras a su nuevo yerno. La dote se solía dar con la condición de que adoptara el apellido de la novia, para que continuara el nombre de la familia.

#### Inglaterra
La dote se utilizaba en Inglaterra. Sin embargo, el derecho de las hijas a heredar y de las mujeres a tener propiedades y otros derechos en su propio nombre la convertían en un instrumento diferente al del continente.  La ley sálica, que obligaba a desheredar a las mujeres y a privarlas de la propiedad de la tierra, no se aplicaba en Inglaterra. Las mujeres solteras tenían muchos derechos que los hombres sí tenían. El ejemplo más famoso de este derecho de herencia y agencia femenino inglés es quizás Isabel I de Inglaterra, que tenía todos los derechos que tenía un monarca masculino.
Si bien las mujeres solteras tenían derechos para poseer propiedades equivalentes a las de los hombres, el matrimonio y las mujeres casadas se vieron afectadas por los cambios de la Conquista normanda de Inglaterra a la ley en el siglo XII. La Coverture se introdujo en el derecho consuetudinario en algunas jurisdicciones, requiriendo que la propiedad de una esposa se mantenga a nombre, custodia y control del marido. Los normandos también introdujeron la dote en Inglaterra reemplazando la costumbre anterior de que el nuevo esposo le diera un regalo matutino a su novia. Al principio el esposo entregaba públicamente [¿o recibía?] la dote en la puerta de la iglesia en la boda.
Si el marido moría primero, lo que era frecuente, había una dote de viudas de un tercio de las tierras del marido en el momento de su matrimonio; los ingresos y, en algunos casos, la gestión de las tierras le fueron asignados por el resto de su vida. Este concepto está incluido en la Gran Carta, y junto con el reconocimiento de la herencia femenina y la ausencia de la ley sálica, y las mujeres, particularmente las mujeres solteras, que tienen muchos derechos equivalentes a los que tienen los hombres, manifiesta inglés ley que difiere fundamentalmente de la ley del Continente, especialmente la ley del Sacro Imperio Romano Germánico.
Los registros judiciales del siglo XIII están llenos de disputas sobre dotes y la ley se volvió cada vez más compleja.
El sistema de dote inglés permitía a la mayoría de las familias nobles casar a sus hijas y, de este modo, obtener mayores vínculos de parentesco y patrocinio. Las hijas casaderas eran un bien valioso para los padres ambiciosos, y la aristocracia inglesa enviaba a pocos de sus hijas elegibles a los conventos.
La falta de una dote habitual, o acordada, puede provocar la anulación de un matrimonio. William Shakespeare hizo uso de un evento de este tipo en El Rey Lear: uno de los pretendientes de Cordelia renuncia a su demanda al enterarse de que el Rey Lear no le dará ninguna dote. En Medida por medida, las relaciones prematrimoniales de Claudio y Julieta fueron provocadas por las disputas de sus familias sobre la dote después de los esponsales. El motivo de Ángelo para desistir de su compromiso con Mariana fue la pérdida de su dote en el mar.
En la Inglaterra victoriana, las dotes eran consideradas por algunos miembros de la clase alta como un pago anticipado de la herencia de la hija. En algunos casos, las hijas que no habían recibido su dote eran las únicas herederas con derecho a parte de la herencia cuando sus padres morían. Si una pareja moría sin hijos, la dote de la mujer solía devolverse a su familia.
La Coverture nunca se aplicó universalmente en Gran Bretaña y fue derogada en el siglo XIX. Esto acabó efectivamente con el concepto de dote, ya que la propiedad de una mujer soltera era retenida por ella después del matrimonio o sus ingresos se convertían en propiedad marital bajo control conjunto con el marido (no bajo su control exclusivo como en el coverture).

#### Rusia

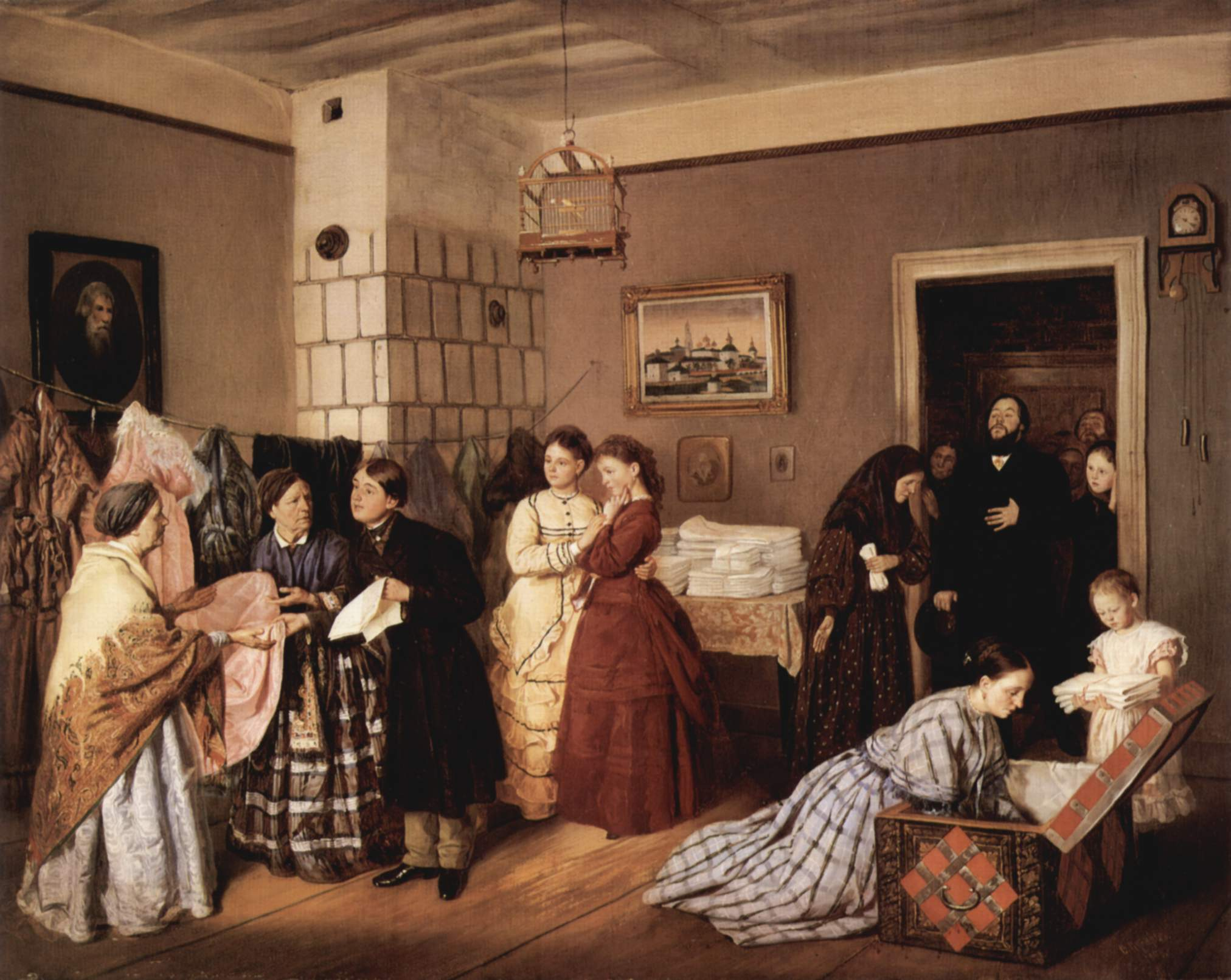
La dote del pintor ruso del, Vasili Pukirev. La dote era una práctica común en Rusia durante el.

En algunas partes de Europa, especialmente en Europa del Este, las dotes por tierra eran comunes.
El Domostroy, un libro de consejos ruso del siglo XVI para las clases altas, incluye el consejo de reservar una propiedad para los fines de la dote, y utilizarla para acumular ropa de cama, ropa y otras cosas para ella, en lugar de tener que comprarlo todo de repente para la boda; si la hija muriera, la dote debería utilizarse para dar limosnas y para rezar por su alma, aunque una parte podría reservarse para otras hijas. En la tardía Rusia zarista la dote consistía originalmente en ropa para la novia, lino y ropa de cama. El lino se hizo menos común, hecho que se achacó a la mala cosecha de lino y a que las niñas eran malas hilanderas, pero se hizo hincapié en la finura de la ropa, y a veces se añadió una dote de dinero, sobre todo si se consideraba que la novia tenía algún defecto. Los futuros suegros, que solían preocuparse sobre todo por su capacidad de trabajo, se preocupaban más por la dote económica.
España
En España, la dote matrimonial llega a través de la cultura romana. Debemos de tener en cuenta que en la Antigua Roma la dote no fue considerada en principio un instituto jurídico, sino una costumbre social, que produjo un vínculo obligacional.No podemos afirmar el motivo de su aparición, pero si conocemos que la creación de la dote provocó múltiples efectos. La dote servía como lazo o unión entre familias, pero también era una forma de demostrar su poder adquisitivo y su posición social, lo que era usado a modo de carta de presentación entre las grandes figuras de las familias.
En un principio, el encargado de la administración de la dote matrimonial era exclusivamente el marido, que la administraba como si de un bien propio se tratase, teniendo la única obligación de devolver lo que hubiese sobrado en caso de que lo hiciese.
Con el tiempo, se realizaron diversos cambios en las legislaciones. Uno de los cambios más importantes se produjo con la llegada de las denominadas "Siete Partidas", un cuerpo normativo redactado en Castilla durante el reinado de Alfonso X (1221-1284). Esta fue la gran regulación que afectó a las dotes matrimoniales. Entre otras medidas, la regulación recogia tres casos donde la mujer perdería el derecho a recibir la parte sobrante de la dote. Estos tres casos son los siguientes: ser hallada culpable de adulterio, ser vencida en juicio o la creación de alguna costumbre local.

#### Rumanía
En Rumanía, a finales del siglo XVIII y principios del XIX (1750-1830), la exclusión de las hijas de la herencia familiar condujo a una mayor cohesión dentro del núcleo familiar. Los parientes masculinos de la esposa controlaban la dote, pero ella conservaba la propiedad exclusiva de la misma y de los regalos de boda. Sus parientes podían perseguir al marido por despilfarrar la dote; las esposas adquirían cierta capacidad para abandonar un matrimonio abusivo. El resultado a largo plazo fue un mayor empoderamiento legal de las mujeres, a la vez que se proporcionaba seguridad económica a las mujeres divorciadas, las viudas y los niños.

### Tailandia
En Tailandia, la dote se conoce como "Sinsod" y es una tradición importante en muchas ceremonias de matrimonio. Consiste en una suma de dinero, joyas u otros bienes que el novio entrega a la familia de la novia como muestra de respeto y agradecimiento por haberla criado. También simboliza la capacidad del hombre para mantener a su futura esposa. Aunque no es un requisito legal, la dote es comúnmente esperada, especialmente en zonas rurales o cuando la novia proviene de una familia con buena reputación. En muchos casos, parte o la totalidad de la dote se devuelve a la pareja después del matrimonio como apoyo inicial para su nueva vida juntos.

### América

#### Culturas indígenas
Según un estudio etnográfico de las culturas indígenas de todo el mundo, alrededor del seis por ciento de las culturas indígenas norteamericanas practicaban el intercambio recíproco, que implicaba la entrega de regalos entre las familias de los novios. Entre las tribus de las llanuras americanas, se utilizaba una combinación de dote y de dote. El novio regalaba caballos a los padres de la novia, mientras que ellos, a su vez, daban un regalo al novio. El intercambio era en cierto modo recíproco.

#### México
Los colonos españoles trajeron la costumbre de la dote a México. Las leyes españolas otorgaron a las novias el derecho a controlar su dote después del matrimonio, en contra de la práctica europea habitual de transferir la dote al control del novio y su familia. Las mujeres, en la práctica, solían mantener el control sobre su dote después del matrimonio. El marido podía recibir fondos de la dote para invertirlos en beneficio mutuo de la pareja y de sus hijos, pero las esposas también solían utilizar los fondos de su dote para gestionar sus propios negocios, como tenderos, taberneros y propietarios de tiendas en las zonas urbanas. Las dotes eran una costumbre común en los primeros años de la colonia, pero fueron pasando de moda a mediados del siglo XVIII. Para entonces, las hijas menos adineradas solían casarse sin dote.

#### Nueva Francia
El gobierno francés se esforzó por fomentar el matrimonio de los soldados y comerciantes varones de Nueva Francia concediendo dotes a las mujeres dispuestas a viajar a la colonia de Quebec. Como la Corona francesa proporcionaba dotes a muchas de las mujeres convencidas de viajar a Nueva Francia para casarse y establecerse allí, se las conocía como filles du roi (hijas del rey).
Los conventos de Quebec, al igual que en Europa, exigían una dote a los padres de las niñas que se convertían en monjas, de la misma manera que se esperaba la dote en los matrimonios de las novias de clase alta. La Iglesia católica y las autoridades laicas pretendían que este requisito regulara la admisión en las comunidades religiosas. Sin embargo, las muchachas sin dote solían contar con el apoyo de benefactores y, en ocasiones, los conventos rebajaban la suma requerida para admitir a nuevas monjas.

#### Estados Unidos

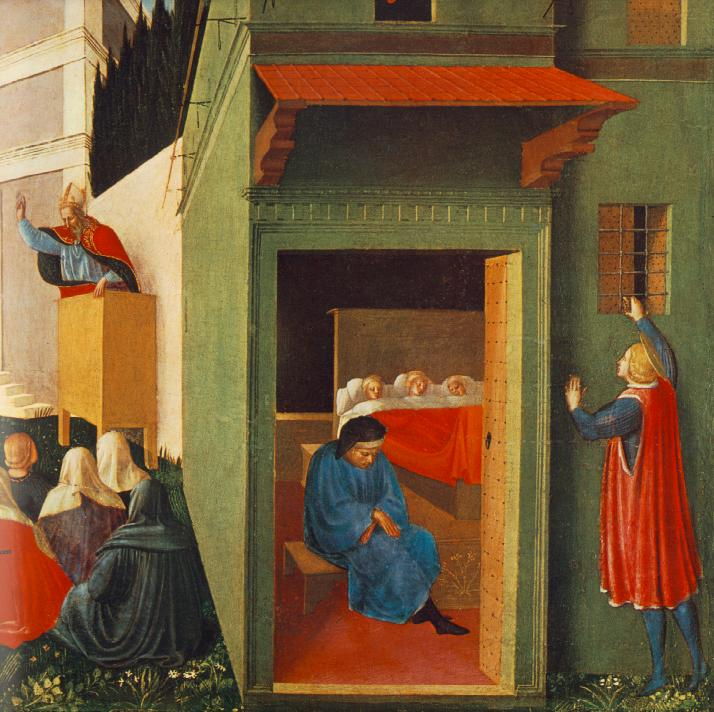
Pintura de Fra Angelico: La historia de San Nicolás - Dando dote a tres niñas pobres. La pintura del se refiere a la historia de un hombre pobre con tres hijas. En aquella época, el padre de una joven tenía que ofrecer una dote a los posibles maridos. Sin una dote, era poco probable que una mujer se casara. Misteriosamente, en tres ocasiones, según cuenta la historia, apareció en su casa una bolsa de oro para las dotes, por cortesía de San Nicolás. Más tarde, San Nicolás pasó a ser conocido como Santa Claus.

La dote fue una costumbre traída a los Estados Unidos por los colonos de Inglaterra y otros lugares de Europa. Una leyenda cuenta que John Hull, el Maestro de la Casa de la Moneda en Boston y un hombre rico, determinó la dote para el matrimonio de su hija Hannah con Samuel Sewall. Se dice que Hull puso a su hija de 18 años en un lado de la gran balanza de su almacén. Apiló chelines en el otro lado de la balanza hasta llegar a su peso en plata, y esa fue su dote.
Las hijas de los industriales ricos del siglo XIX, que podían heredar grandes cantidades de dinero y propiedades, recibían "dotes" de sus padres para casarse con aristócratas europeos que poseían un título pero tenían poca riqueza. El intercambio mutuo de título y riqueza elevaba el estatus de la novia y del novio.

#### Brasil
La dote fue una costumbre traída a Brasil por los colonos portugueses. La economía colonial hizo que las familias tuvieran un gran interés en las herencias de tierras en particular. Como en Europa, la hija mayor solía recibir la mayor dote de su padre. Sin embargo, las variaciones no eran inusuales, ya que la investigación ha demostrado que en São Paulo, el 31 % de los padres daban dotes de tamaño creciente a las hijas más jóvenes, y el 21 % distribuían las dotes sin favorecer especialmente el orden de nacimiento de las hijas. Además de las dotes, las hijas también podían recibir una herencia de su padre, una parte de la legìtima. Las leyes de herencia eran complejas en el Brasil colonial. Según la ley portuguesa, la herencia debía dividirse entre los hijos que no hubieran recibido una dote. A principios del periodo colonial, las hijas casadas que recibían una gran dote se negaban a aceptar otra herencia tras la muerte de su padre. En el siglo XVIII, a medida que las herencias y las dotes se fueron reduciendo, esta costumbre desapareció. Las hijas aceptaban una dote, más una legìtima. De este modo, integraban su dote en la herencia con la legìtima, lo que se llamaba traer la dote à colação. El tercio restante de la herencia, la terça, quedaba libre para que el padre lo repartiera como quisiera entre sus herederos.
Hubo casos en los que se dejó que una hija se casara sin dote, mientras que a sus hermanas se les dio dote, una indicación del control paterno sobre las elecciones matrimoniales. Durante el siglo XVIII, a medida que las herencias disminuían en tamaño, los litigios entre hermanos se hicieron más comunes. Las dotes podían incluir tierras, una casa en la ciudad, dinero en efectivo, polvo de oro, lingotes de oro, herramientas y maquinaria, ganado o caballos. En el siglo XIX, los cambios económicos hicieron que los hombres, normalmente comerciantes, aportaran más al matrimonio desde el punto de vista material, y la dinámica económica del mismo cambió.

## La dote en Grecia
Esta práctica se observaba en las clases sociales altas; el resto de la sociedad no contaba con tantos recursos, y era un asunto más práctico. Esta tradición tuvo su auge en la Edad Oscura.[cita requerida]
La familia del novio era quien daba los presentes (llamada hedna la entrega de regalos), y así se formaba la dote, el patrimonio de la casa.[cita requerida]
La novia podía tener muchos pretendientes y recibir regalos de todos- Con esto no se quiere decir que quien regalaba más o mejores cosas, compraba a la novia. Los regalos no se devolvían, y todo lo que un pretendiente daba lo perdía si elegían a otro.[cita requerida]
Los matrimonios se concretaban a través de la cabeza de los genes (de la palabra genos= familia real). Muchas veces estos matrimonios eran por amistad entre las familias o por alianzas políticas, algo muy importante para los basileus, debido a la influencia política entre los demás basileus. Las familias no tenían por qué ser del mismo lugar ni comarca.[cita requerida]